# Canfor
Canfor Corporation Inc. (TSX: CFP

) er en canadisk skovindustrikoncern med hovedkvarter i Vancouver, British Columbia. Produkterne inkluderer papir, papirmasse og tømmer. De har 7.391 ansatte (2021).